# Ruská hokejbalová reprezentace
Ruská hokejbalová reprezentace je výběrem nejlepších ruských hráčů v hokejbale. Ruský tým se v mistrovství světa zúčastnilo pouze jednou a v mistrovství Evropy též pouze jednou.

## Účast namistrovstvísvěta
| MS      | Místo konání           | Umístění        |
| ------- | ---------------------- | --------------- |
| MS 1996 | Slovensko (Bratislava) | 6. místo        |
| MS 1998 | Česko (Litoměřice)     | Nezúčastnilo se |
| MS 1999 | Slovensko (Zvolen)     | Nezúčastnilo se |
| MS 2001 | Kanada (Toronto)       | Nezúčastnilo se |
| MS 2003 | Švýcarsko (Sierre)     | Nezúčastnilo se |
| MS 2005 | USA (Pittsburgh)       | Nezúčastnilo se |
| MS 2007 | Německo (Ratingen)     | Nezúčastnilo se |
| MS 2009 | Česko (Plzeň)          | Nezúčastnilo se |
| MS 2011 | Slovensko (Bratislava) | Nezúčastnilo se |
| MS 2013 | Kanada (St. John's)    | Nezúčastnilo se |
| MS 2015 | Švýcarsko (Zug)        | Nezúčastnilo se |

## Účast namistrovství Evropy
| ME      | Místo konání           | Umístění        |
| ------- | ---------------------- | --------------- |
| ME 1996 | Slovensko (Bratislava) | 5. místo        |
| ME 1997 | Česko (Praha)          | Nezúčastnilo se |
| ME 2000 | Česko (Most)           | Nezúčastnilo se |